# Integralkalkyl

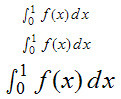

Integralkalkyl är själva uträkningen av specifika integraler. För enklare integraler kan detta ofta göras direkt med hjälp av resultaten från analysens huvudsats, medan mer komplicerade fall kan kräva partiell integrering eller Fourieranalys.

## Analysens huvudsats
Sats: Om en funktion f är kontinuerlig i intervallet [a,b] och x är ett tal i intervallet [a,b] så är 
{\displaystyle S(x)=\int _{a}^{x}f(t)dt}
en primitiv funktion till f, det vill säga funktionen S är deriverbar med S'(x) = f(x).
Analysens huvudsats gör det möjligt att derivera parameterberoende integraler av formen
{\displaystyle \int _{a}^{b}f(t)dt}.

## Insättningsformeln
Insättningsformeln följer direkt ur analysens huvudsats, och används i all integralkalkyl.
Sats: Om en funktion f är kontinuerlig i [a,b] och F är en primitiv funktion till f så är
{\displaystyle \int _{a}^{b}f(t)dt=F(b)-F(a).}
Exempel: Arean under grafen till funktionen f(x) = x2 + 2x på intervallet [2,4] är
{\displaystyle \int _{2}^{4}{x^{2}+2x\,dx=\left[{{\frac {x^{3}}{3}}+x^{2}}\right]}_{2}^{4}=\left({\frac {4^{3}}{3}}+4^{2}\right)-\left({\frac {2^{3}}{3}}+2^{2}\right)={\frac {92}{3}}.}
Med insättningsformeln kan även integraler på formen
{\displaystyle S(x)=\int _{a}^{f(x)}g(t)dt}
deriveras enligt
{\displaystyle {\frac {dS}{dx}}(x)={\frac {d}{dx}}(G(f(x))-G(a))=g(f(x)){\frac {df}{dx}}(x).}